# أنيسيتي كيتريزا
أنيسيتي كيتيريزا (1896-1981) روائي تنزاني ولدت عام 1896 لموتشوما وزوجها مالينديما في أوكيريوي، تنزانيا. كان حفيد الملك ماتشوندا من عشيرة سيلانجا بجزيرة أوكيريوي في بحيرة فيكتوريا. في عام 1945، كتب الرواية الشهيرة السيد ميومبكيري وزوجته بوجونوكا، ابنهما نتولانالوو وابنته بوليهوالي بلغته الأم الكيريوي.

## سيرة
في عام 1901، عندما كان كيتيريزا صبيًا صغيرًا في الخامسة من عمره، توفي والده بسبب مرض الجدري. ثم ذهب كيتيريزا ووالدته للعيش في بلاط الأموكاما. ربى موكاكا كيتيريزا كواحد من أبنائه. مصممًا على معرفة أسرار قوة الرجل الأبيض ومعرفته، أرسل موكاكا أبنائه وأبناء أقاربه المقربين للدراسة مع المبشرين البيض في مدرسة الإرسالية الكاثوليكية الرومانية في قرية كاغونغولي القريبة. في المقابل، أرسل ملوك آخرون وحكام تقليديون في أماكن أخرى من المستعمرة أبناء عبيدهم وخدامهم إلى المدرسة بدلاً من أبنائهم لتجنب تلوثهم بدين الرجل الأبيض وتعليمه. بدأ كيتيريزا الدراسة في إرسالية كاغونغولي في عام 1905. هناك تعمد وأعطي الاسم المسيحي أنيستي.
بعد ذلك بعامين، في عام 1907، توفي الملك موكاكا وخلفه ابنه رومبيكا الذي شجع كيتيريزا على مغادرة كاغونغولي في عام 1909 لمتابعة المزيد من التعليم في مدرسة روبيا للروم الكاثوليك في منطقة كاجيرا اليوم بالقرب من الحدود الأوغندية. درس كيتيريزا في مدرسة روبيا لمدة عشر سنوات، متقدمًا إلى المدرسة العليا ومتقنا اللغة اللاتينية، وهي وسيلة التدريس في المعاهد الكاثوليكية الرومانية. لقد تعلم اليونانية، وهي مطلب من التعليم الكلاسيكي للمعهد وكذلك الألمانية، لغة السادة المستعمرين. تعلم كيتيريزا أيضًا اللغة السواحيلية، وهي اللغة الأفريقية المستخدمة لغة تواصل مشترك  من قبل التجار العرب وتجار الرقيق والوسطاء الساحليين. تعلم كيتريزا أيضًا اللغة الإنجليزية بعد هزيمة ألمانيا في الحرب العالمية الأولى. بالإضافة إلى اللغات، درس اللاهوت والفلسفة كجزء من تدريبه على الكهنوت الكاثوليكي.

## أعمال
- السيد ميومبيكير وزوجته بوغونوكا وابنهما نتولانالو وابنة بوليهوالي : قصة جماعة أفريقية قديمة ((ردمك 9976686382) ) (2000)